# Cortaderia roraimensis
Cortaderia roraimensis là một loài thực vật có hoa trong họ Hòa thảo. Loài này được (N.E.Br.) Pilg. mô tả khoa học đầu tiên năm 1914.